# Guido Deiro
Conte Guido Pietro Deiro (Salto Canavese, 1º settembre 1886 – 26 luglio 1950) è stato un fisarmonicista, compositore e cantante italiano naturalizzato statunitense. Fu una famosa star del vaudeville, un artista che registrò a livello internazionale, compositore e insegnante. Fu il primo interprete di fisarmonica a pianoforte ad apparire nel vaudeville di gran livello, sui dischi, alla radio e sullo schermo. Di solito si esibiva sotto il nome di scena "Deiro". Guido e suo fratello minore Pietro Deiro (noto come "Pietro") erano tra i musicisti più eccelsi del circuito del vaudeville ed entrambi fecero molto per introdurre e diffondere la fisarmonica a pianoforte all'inizio del XX secolo.

## Biografia

### Primi anni
Nacque Guido Pietro Deiro nel villaggio di Salto Canavese, nella frazione di Deiro, vicino a Torino, in Italia. Era originario di una famiglia di nobiltà rurale italiana che si occupava dell'allevamento di bovini da latte, coltivazione uva da vino, cura di frutteti e attività di deposito generale per vendere i propri prodotti. Mentre un giovane ragazzo, Guido, si divertiva suonando l'ocarina, un antico strumento a fiato simile al flauto solitamente costruito in ceramica o in legno. Suo zio Fred notò l'inusuale abilità musicale di Guido con l'ocarina e decise di procurargli uno strumento più sofisticato, una fisarmonica diatonica a bottoni. Guido iniziò a suonare la fisarmonica quando aveva nove anni. Suo padre permise a Guido di suonare questa fisarmonica a due file per la strada al di fuori dei suoi impegni, perché la musica di Guido avrebbe potuto riunire una folla e attirare potenziali clienti. Deiro divenne studente del famoso fisarmonicista/compositore italiano Giovanni Gagliardi.

### Carriera
Deiro lasciò la sua casa per evitare un matrimonio combinato e sfidando il desiderio di suo padre che gestisse le attività familiari, diventò un animatore professionista e prese impegni in Francia e Germania suonando la fisarmonica cromatica. Il suo successo come esecutore spinse la società di fisarmoniche Ranco-Vercelli in Italia a chiedergli di dimostrare le proprie nuove fisarmoniche a pianoforte alla Mostra Alaska-Yukon-Pacific nel 1908. Questa fiera mondiale si svolse a Seattle da giugno a ottobre 1909. Dopo la fiera rimase a Seattle lavorando come musicista nelle sale. Da questo momento era diventato un virtuoso nel suonare la fisarmonica a pianoforte. Nel 1910 fu scoperto da un agente del Circuito dell'Orpheum Vaudeville. Il suo debutto iniziale avvenne presso il Teatro Americano di San Francisco (gestito da Sid Grauman) il 15 giugno 1910. Fece immediatamente scalpore e iniziò a viaggiare regolarmente nel circuito del Vaudeville attraverso gli Stati Uniti e il Canada (ed anche in altri paesi) come vedette. Durante i suoi viaggi, incontrò e divenne amico di un altro famoso fisarmonicista italiano: Pietro Frosini.
Oltre a suonare i successi popolari del momento ed il repertorio leggero classico e operistico, Deiro scrisse le proprie composizioni originali. Nel 1911 Deiro compose la canzone di successo Kismet. Kismet diventò il tema di un musical di Broadway di successo (1911) e fu anche eseguito in due film di Hollywood (1921, 1930). Durante la sua vita ha registrato più di 110 canzoni (soprattutto per Columbia Records, e occasionalmente per i cilindri dei fonografi Edison). I dischi erano enormemente famosi e, insieme al suo status di stella del vaudeville, contribuirono a spingere Deiro ad essere una celebrità minore nella cultura americana.
Durante gli anni dell'adolescenza e anche negli anni '20, Deiro fu una voce dominante nella fisarmonica. Mentre Deiro portava la fisarmonica a pianoforte attraverso i suoi spettacoli di vaudeville negli Stati Uniti, sempre più persone venivano introdotte allo strumento, aumentando la popolarità della fisarmonica. Nel 1928 Deiro fu presentato in un primo film sonoro, Vitaphone # 2968, intitolato GUIDO DEIRO: il primo pianista-fisarmonicista del mondo. Appariva come fisarmonicista in diverse altre pellicole cinematografiche, come il musical Shine sulla Harvest Moon e la commedia di Carole Lombard The Other Man.

### Matrimoni
Deiro si sposò quattro volte. Il suo secondo matrimonio, nel 1914, fu con una giovane stella del vaudeville e sex symbol, Mae West (che sarebbe poi diventata una star del cinema). Per motivi sconosciuti (forse la disapprovazione della sua famiglia o perché era legalmente sposata con un altro uomo), non annunciò pubblicamente il suo matrimonio con Deiro. Nel corso del 1914 e dopo alcuni anni, Mae e Guido si recarono insieme e apparirono in tutto il paese sugli stessi palcoscenici del vaudeville. Divorziarono ufficialmente nel 1920. I suoi altri matrimoni furono con Julia Tatro (1913), Ruby Lang (1920-1927?) e Yvonne Teresa Le Baron de Forrest (1937-1941).

### Ultimi anni
Deiro ha continuato a suonare in spettacoli di vaudeville fino al 1935 e fece due tournée mondiali, anche se dopo il 1929 viaggiò di meno e concentrò la sua carriera sulla costa occidentale degli Stati Uniti. Durante gli anni trenta aprì numerosi studi di fisarmonica, insegnò e vendette fisarmoniche. Ha inoltre dato il suo insegnamento musicale a un giovane fisarmonicista-intrattenitore virtuoso di Fresno, in California: Dick Contino. Dopo la seconda guerra mondiale perse la maggior parte dei suoi studi. Si ammalò nel 1947 e morì di insufficienza cardiaca congestizia nel 1950.

## Revival di Guido Deiro
Anche se i notevoli contributi musicali di Deiro sono stati dimenticati in buona parte a causa delle affermazioni promozionali senza scrupoli di suo fratello e del passare del tempo, a partire dal 2001 c'è stata una ripresa di interesse per la musica di Guido Deiro, soprattutto per merito degli sforzi di suo figlio, il Conte Guido Roberto Deiro, e la sua collaborazione con il fisarmonicista, storico e autore Henry Doktorski. I due lavorarono insieme per (1) creare un sito dedicato a Deiro che andò in linea nel 2001, (2) registrare le opere complete di Deiro: Vaudeville Accordion Classics, Bridge Records 9138 A / B (2003), (3) pubblicare The Complete Recorded Works of Guido Deiro, Vols. 1, 2, 3 e 4, Archeophone Records 5012, 5014, 5018 e 5019) (2007-2010), e (4) rivedere e pubblicare The Complete Works of Guido Deiro Printed Music Anthology, Mel Bay Publications (2008). (Vedi collegamenti esterni qui sotto).
Inoltre, Doktorski scrisse una biografia dei due fratelli Deiro: I fratelli Deiro e le loro fisarmoniche (The Classical Free-Reed, Inc., Oakdale, Pennsylvania: 2005). Nel 2001 il figlio di Deiro donò gli archivi di Guido Deiro al The Center for the Study of Free-Reed Instruments presso il Centro di Laurea della Università della Città di New York.